# Indigenisme

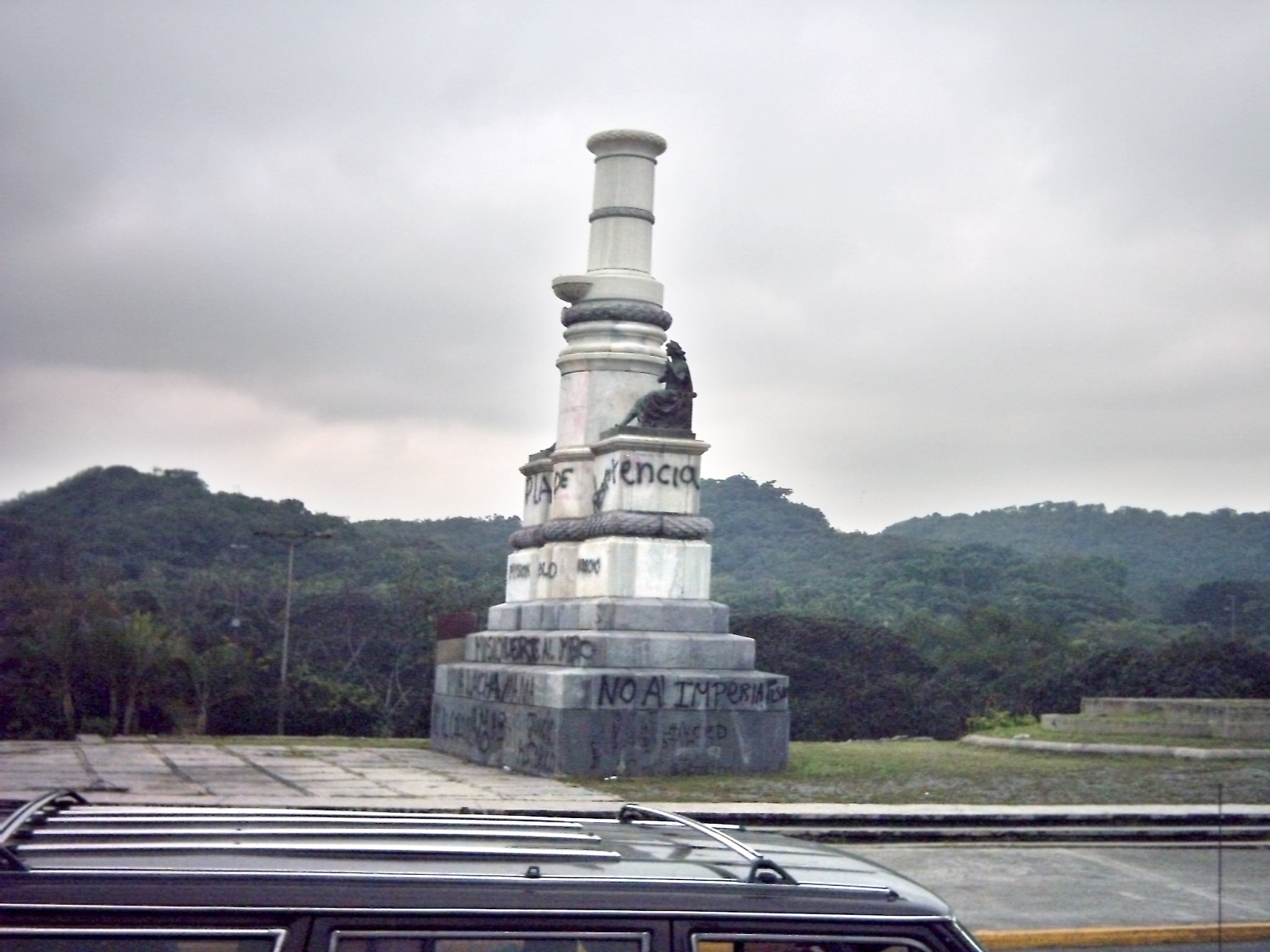
Een verwijderd standbeeld van Christoffel Columbus in Venezuela, naar aanleiding van de 'Dag van de inheemse weerstand'.

Indigenisme (Spaans, Portugees: Indigenismo) is een politieke, literaire, sociale en economische stroming in Latijns-Amerika. Hoewel de precieze definitie vaag is, is het in ieder geval een beweging die de inheemse bevolking van het Amerikaanse continent, oftewel de indianen, op de voorgrond plaatst.

## Ideeën
Het indigenisme is een brede en onduidelijk begrensde beweging, die uiteen kunnen lopen van simpelweg literaire interesse in de indiaanse cultuur tot een agressief en xenofoob inheems nationalisme. De meeste indigenisten verzetten zich tegen het liberale egalitarisme. Indigenisten wensen dat de indianen politiek en sociaal voor vol aangezien worden, maar willen tegelijkertijd hun eigenheid erkend krijgen. Hoewel het indigenisme zich vaak met het socialisme heeft verbonden bestaan er ook fricties tegen het in principe universalistische karakter van het socialisme en het meer etnocentrisch indigenisme. In radicale varianten vertoont het indigenisme vaak antiwesterse trekken. Verder kan ook het 'academische indigenisme', dat de wetenschappelijke studie van het indiaanse Amerika poogt te bevorderen, worden onderscheiden van het 'politieke indigenisme', dat zich inzet voor het erkennen van rechten van indianen.

## Geschiedenis

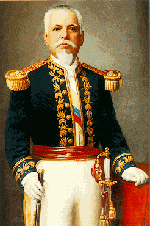
De Ecuadoraanse president Eloy Alfaro (1897-1901/1901-1911) sympathiseerde met het indigenisme. Hij kreeg als bijnaam El Indio (de indiaan).

Het indigenisme kwam aan het eind van de 19e eeuw op, aanvankelijk vooral in Mexico en Ecuador en in mindere mate in Peru. De beweging ontstond als reactie tegen de liberale opvattingen van de 19e eeuw die etnische verschillen ontkenden en Latijns-Amerika als westerse landen zagen. Als reactie tegen de gestratificeerde samenleving in de kolonie verzetten de liberalen zich tegen elk raciaal of etnisch onderscheid, en vonden dan ook niet dat de Indianen extra bescherming nodig hadden. Naar het eind van de 19e eeuw begon dit steeds verder te neigen naar sociaal darwinisme, dat niet zelden uitgroeide tot een anti-indiaans racisme.
Naarmate er meer bekend werd over het indiaanse verleden kwam er onder intellectuelen steeds meer verzet tegen deze visie. Aanvankelijk waren het vooral progressief-liberale stedelijke intellectuelen die zich aangetrokken voelden tot het indigenisme. Zij ijverden naar afschaffing van peonage, waarbij (overwegend indiaanse) boeren door schulden gebonden werden aan haciënda's. De afkeer van de 'moderne' stedelingen tegen de 'achterlijke' grootgrondbezitters speelde dan ook zeker een rol. Meer nog dan een politiek-economische stroming was het indigenisme vooral een culturele en literaire beweging. De indigenisten zagen de indianen als de meest 'zuivere' Amerikanen, en veel indigenisten waren schrijvers die in hun romans sympathiek stonden ten opzichte van indianen en de indiaanse cultuur. Wel keken indigenisten vaak op een paternalistische manier naar de indianen, zij werden niet geacht zelf voor hun eigen rechten op te kunnen komen. Tijdens de Ecuadoraanse Liberale Revolutie in 1895 en de Mexicaanse Revolutie van 1910 verkregen met het indigenisme sympathiserende liberalen voor het eerst regeringsmacht. Hoewel schuldslavernij uit de wetboeken verdween, veranderde er in de praktijk maar weinig.
Vanaf de jaren '20 nam het indigenisme af aan populariteit, nadat bleek dat het vooral een literaire en culturele stroming was, en haar vertegenwoordigers niet veel wilden of konden veranderen. De meeste hervormingen in Ecuador werden teruggedraaid en Mexico begon zichzelf na de revolutie onder impuls van José Vasconcelos eerder als mestiezennatie te zien, hoewel de uit de revolutie voortgekomen eenpartijstaat zich wel vaak op het indigenisme bleef beroepen om haar macht te rechtvaardigen. De Mexicaanse antropoloog Manuel Gamio bleef in deze tijd een van de uitgesprokener indigenisten. Gamio was bekend als onderzoeker van zowel de precolumbiaanse als de eigentijdse Indiaanse culturen, en was van mening dat het beeld van een monocultureel (mesties) Latijns-Amerika aan herziening toe was. In 1940 organiseerde hij in Mexico-Stad het eerste Inter-Amerikaanse Indigenistische Congres.
Halverwege de 20e eeuw herwon het indigenisme aan populariteit; dit keer waren het indianen zelf die het voortouw namen, en er geen genoegen meer mee namen dat blanke of mestieze intellectuelen hen vertegenwoordigden. Verschillende guerrillabewegingen die een groot deel van hun steun uit de inheemse bevolking haalden, waaronder de Revolutionaire Beweging Tupac Amaru (MRTA) in Peru en het Sandinistisch Nationaal Bevrijdingsfront (FSLN), incorporeerden het indigenisme in hun programma. In veel landen drong het besef door dat de inheemse bevolking betrokken moest worden bij het landsbestuur en ook westerse intellectuelen raakten steeds meer in het inheemse Amerika geïnteresseerd. Vooral het Zapatistisch Nationaal Bevrijdingsleger (EZLN) dat in 1994 in Mexico in opstand kwam heeft de indianenproblematiek wereldwijd onder de aandacht gebracht. 
Verschillende Zuid-Amerikaanse landen hebben inmiddels indiaanse talen tot co-officiële talen verheven, en de grondwet van Mexico stelt tegenwoordig uitdrukkelijk dat Mexico een pluriculturele natie is. In de linkse golf die de afgelopen jaren door Latijns-Amerika trekt speelt in veel landen het indigenisme een prominente rol. Zo heeft de Venezolaanse president Hugo Chávez Columbusdag laten noemen tot de Dag van de Inheemse Weerstand maar vooral in Bolivia speelt het indigenisme tegenwoordig een prominente rol in de politiek. In dat land is Evo Morales in 2006 tot eerste indiaanse president van het land gekozen. Morales heeft het onderwijzen van indiaanse talen verplicht laten stellen op scholen en heeft aangekondigd een nieuwe grondwet te willen opstellen waarin de rechten van de indianen beter gegarandeerd worden.

## Kritiek
Een vaak genoemd punt van kritiek op het indigenisme betreft het anti-liberale karakter van het indigenisme. Het indigenisme verzet zich vaak uitdrukkelijk tegen liberale waarden als egalitarisme en soms zelfs tegen de universele geldigheid van bepaalde rechten. Sommige tegenstanders van de stroming noemen het indigenisme dan ook racistisch. 
De Mexicaanse antropoloog Guillermo Bonfil Batalla bekritiseerde radicale indigenisten erop wijzend dat indianen slechts geïsoleerd zullen raken wanneer zij zich te sterk afzetten tegen het westen, en ook hun economische positie daar niet zal van verbeteren. Bonfil Batalla stelde als alternatief een multicultureel systeem voor waarin de indianen economische toenadering dienen te zoeken tot de rest van de wereld terwijl zij hun cultuur, taal en tradities kunnen blijven behouden. Hij noemde dit idee 'etnodesarollo'. Kritiek richt zich ook op het 'politiek correcte' karakter van het indigenisme, en het feit dat tegenstanders wel voor racist worden uitgemaakt.
Een laatste punt van kritiek, dat overigens niet op alle indigenisten van toepassing is, is het feit dat in sommige gevallen personen die claimen indiaans te zijn, dat in werkelijkheid niet of maar deels zijn. In de Verenigde Staten bijvoorbeeld worden de leden van de Mexica Movement hier vaak van beschuldigd. Ook in het Caribisch Gebied, waar indianen (in ieder geval cultureel) niet meer bestaan, zijn verschillende bewegingen actief van mensen die zichzelf als Taíno-indianen beschouwen, hoewel de Taínocultuur aan het eind van de 16e eeuw al is uitgestorven. Dergelijke indigenisten beroepen zich op tradities die niet authentiek inheems zijn maar pas recentelijk door henzelf zijn verzonnen.
De Tainocultuur is mede uitgestorven door Dhr. Columbus, het herroepen van deze cultuur zal hier dan ook mee te maken hebben, eigenlijk is het een genocide geweest, en deze mensen vragen hiervoor de aandacht. Overigens is na onderzoek geconstateerd dat er onder de  Dominicaanse en Puerto Ricaanse bevolking wel degelijk, afstammelingen van de Taino's voorkomen.

## Indigenisme buiten Amerika
Ook elders in de wereld zijn stromingen opgekomen die sympathiseren met het lot van de inheemse bevolkingen. Een van de best georganiseerde voorbeelden is de Maori-beweging in Nieuw-Zeeland.

## Indigenisme in verschillende landen

Vlag van de Mapuche in Chili. De Mapuche gelden als een van de best politiek georganiseerde indianenvolken in Amerika.

- Bolivia: Evo Morales, Felipe Quispe, Guerrillaleger Tupac Katari, Inheemse Beweging Pachakuti (MIP)
- Brazilië: João Guimarães Rosa
- Canada: Assembly of First Nations (AFN), Inuit Tapiriit Kanatami
- Chili: Raad van het Gehele Land, Wallmapuwen
- Colombia: Inheemse Autoriteiten van Colombia (AICO), Nationale Inheemse Organisatie van Colombia (ONIC), Sociale Inheemse Alliantie (ASI)
- Ecuador: Eloy "El Indio" Alfaro, Confederatie van Inheemse Nationaliteiten van Ecuador (CONAIE), Jorge Icaza Coronel, Juan León Mera, Abelardo Moncayo, Pachakutik, Moisés Sáenz
- Guatemala: Miguel Ángel Asturias, Rigoberta Menchú, Ontmoeting voor Guatemala, WINAQ
- Mexico: Gonzalo Aguirre Beltrán, Arbeiders-, Boeren- en Studentencoalitie van de Istmus (COCEI), Felipe Carrillo Puerto, Alfonso Caso, Heriberto Frías, Manuel Gamio, Andrés Henestrosa, Miguel León-Portilla, Mexica Tiahui, Subcomandante Marcos, Manuel Rodríguez Villegas, Jaime Torres Bodet, Emiliano Zapata, Zapatistisch Nationaal Bevrijdingsleger (EZLN)
- Panama: Nele Kantule
- Peru: Ciro Alegría, José María Arguedas, Andrés Avelino Cáceres, Camilo Blas, Camino Brent, Martín Chambi, Julia Codesido, Etnocacerisme, Ollanta Humala, Enrique López Albújar, Peruviaanse Nationalistische Partij (PNP), José Uriel García, Luis Eduardo Valcárcel
- Venezuela: Nationale Indische Raad van Venezuela (CNIV)
- Verenigde Staten: American Indian Movement, Mexica Movement